# Hubert Charuel
Hubert Charuel (Vitry-le-François, 31 maggio 1985) è un regista e sceneggiatore francese.

## Biografia
Cresce in una famiglia di agricoltori di Droyes e lavora con i genitori prima di intraprendere gli studi di cinematografia. Si laurea a La Fémis di Parigi nel 2011 in regia, e il suo corto di presentazione, Diagonale du vide, viene selezionato per numerosi concorsi di genere. Con il suo primo lungometraggio, Petit paysan - Un eroe singolare si aggiudica diversi premi César nel 2018, tra cui il Premio César per la migliore opera prima.

## Filmografia
- Diagonale du vide (2012)
- K-nada (2014)
- Petit paysan - Un eroe singolare (Petit paysan) (2017)

## Premi e riconoscimenti

### Premio César
- 2018 - Migliore opera prima per Petit paysan - Un eroe singolare (Petit paysan)
- 2018 - Nominato a migliore sceneggiatura originale per Petit paysan - Un eroe singolare (Petit paysan)
- 2018 - Nominato a migliore regista per Petit paysan - Un eroe singolare (Petit paysan)

### Festival di Cannes
- 2018 - Nominato a Caméra d'or per Petit paysan - Un eroe singolare (Petit paysan)

### European Film Awards
- 2017 - Nominato a miglior rivelazione per Petit paysan - Un eroe singolare (Petit paysan)